# تيم ريتشموند
تيم ريتشموند (بالإنجليزية: Tim Richmond)‏ هو سائق سباق أمريكي، ولد في 7 يونيو 1955 في آشلاند في الولايات المتحدة، وتوفي في 13 أغسطس 1989 في ويست بالم بيتش في الولايات المتحدة بسبب إيدز ومتكيسة رئوية.

## وصلات خارجية
- تيم ريتشموند على موقع Racing-Reference.info (الإنجليزية)
- تيم ريتشموند على موقع DriverDB.com (الإنجليزية)
- تيم ريتشموند على موقع IMDb (الإنجليزية)